# ChS200型电力机车
ChS200型电力机车（俄語：ЧС200），是苏联第一种高速客运用电力机车，适用于供电制式为3千伏直流电的电气化铁路。
自1950年代起，按经济互助委员会分工，苏联向东欧国家出口干线柴油机车，而从捷克斯洛伐克进口电力传动调车柴油机车和客运电力机车，ChS200型电力机车为其中之一。ChS200型电力机车是斯柯达公司于1974年研制成功的双机重联高速客运电力机车，也是苏联国内功率最大的客运电力机车之一。机车轴式2×（Bo-Bo），持续功率8000千瓦，设计最高速度220公里/小时，运营最高速度为200公里/小时，主要在莫斯科-圣彼得堡高速铁路上牵引特快列车。

## 参看
- ChS2型电力机车
- ChS7型电力机车
- ER200型电力动车组